# Bulmastife
Bulmastife[Nota] (em inglês:  Bullmastiff) é uma raça canina oriunda do Reino Unido.  Sua pelagem varia do fulvo ao tigrado, sempre com máscara e nariz preto. É um cão molossóide de grande porte utilizado em sua origem como cão de guarda. Hoje atua mais frequentemente como cão de companhia.
Este canino é ainda descrito como inteligente, protetor e poderoso, o que também o torna um bom companheiro para famílias. Seu tamanho, no entanto, requer que pratique exercícios constantes.

## História
Os cruzamentos seletivos que geraram esta raça iniciaram-se em meados do século XIX, e posteriormente a raça foi estruturada sob o comando de um homem chamado S.E.Moseley, criador de Cocker spaniel, Mastiff e Bloodhound. Os guardas florestais necessitavam de um cão de guarda independente, que fosse mais ágil que o Mastiff Inglês, e silencioso o bastante para surpreender caçadores ilegais em reservas florestais. Para obter o bulmastife foram então cruzados o antigo buldogue, de quem obteve 40% de suas características,  e o mastiff, de quem obteve 60%. O resultado foi um canino com velocidade, força e coragem, porém controlável.

## Características físicas

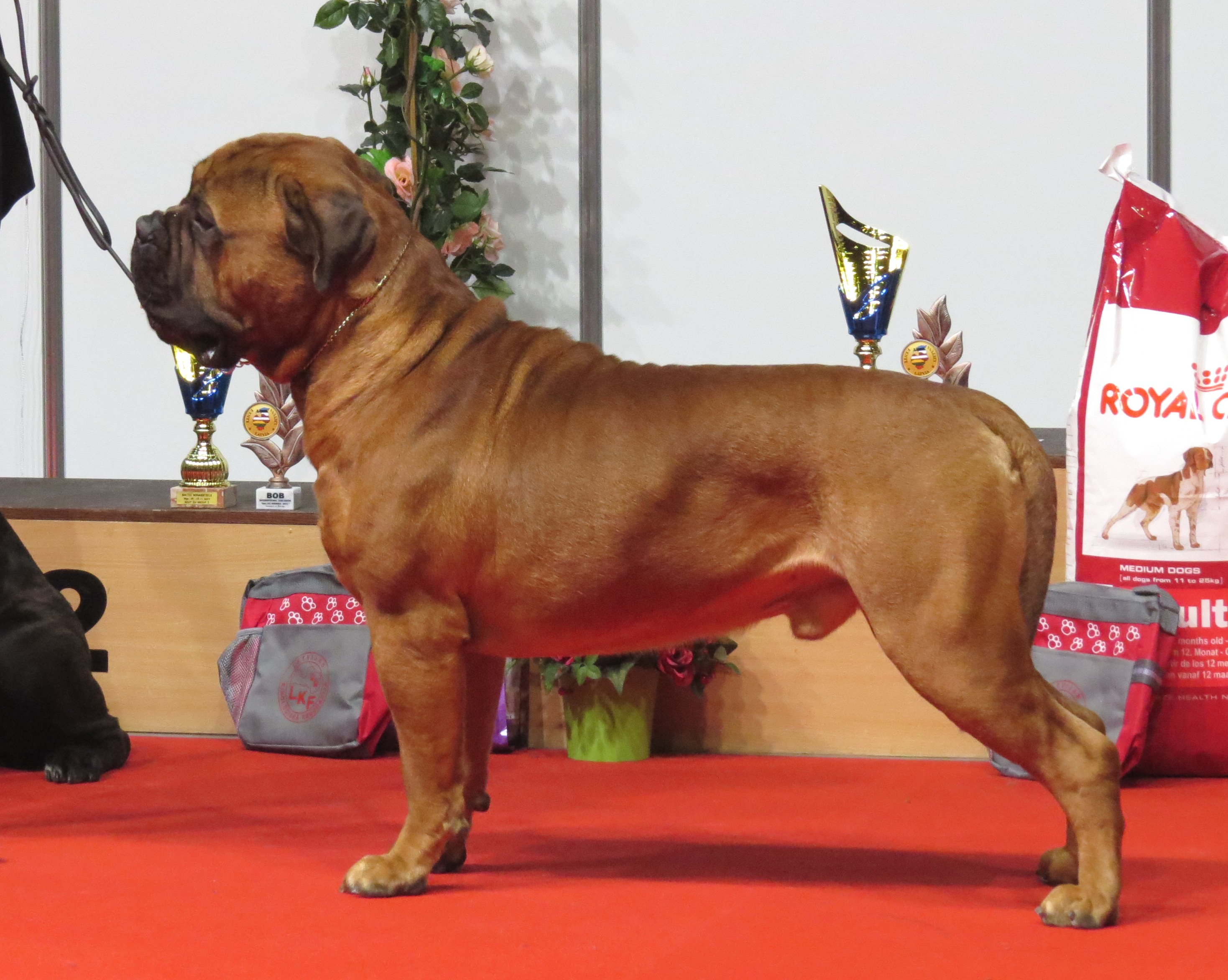
Cão Bullmastiff de pelagem vermelho-cervo

Os machos devem apresentar entre 64 e 69 centímetros de altura na cernelha e pesar entre 50 e 59 quilos. As fêmeas devem ter de 61 a 66 centímetros de altura e pesar entre 41 e 50 quilos. Sua pelagem é curta e dura, variando em três colorações: tigrado, fulvo(baio) e vermelho-cervo. Uma máscara negra e uma região escura no contorno dos olhos são obrigatórias. É permitida uma mancha branca no peito. As narinas são sempre pretas. O focinho deve ter um terço do comprimento da cabeça, que deve ser larga. Seu crânio é quadrado. Sua mordedura é em torquês ou com leve prognatismo inferior. As orelhas são pequenas e de inserção alta, em formato de ''V''. Os olhos são de tamanho mediano e cor de avelã ou mais escuros, dependendo da cor da pelagem. Seu corpo é musculoso e seu peito é largo. Os pés são arredondados e com dedos bastante arqueados, As unhas são escuras. Os membros posteriores são pouco angulados. A cauda é de inserção alta e apresenta raiz grossa, afilando em direção à ponta.

## Temperamento
Na sua função inicial, os invasores das reservas de caça não podiam ser dilacerados ou mortos pelo cão. O presidente da The Bullmastiff Association e criador da raça há 27 anos, no Texas- EUA, Peter Aczel, comenta que o Bullmastiff nunca faz o que os americanos chamam de over-react. Isto é, a sua reação jamais é maior do que o necessário. Relembra que um amigo foi salvo pelo cão, quando um louco segurando um taco de beisebol tentou atingi-lo. "No momento que ia golpear, o cão pulou e segurou o braço do agressor". Para imobilizar com eficiência uma pessoa, com a boca, o cão precisa de uma mordedura potente que "segure" com firmeza. No Bullmastiff, essa qualidade é dada pela maior área de apreensão da boca, favorecida pelo focinho amplo e por um ligeiro prognatismo (dentes incisivos inferiores ultrapassam os superiores) que possibilitam "segurar" com grande força. Outro fator importante é ter estabilidade no solo, como se fosse um bate-estaca, muito firme, difícil de ser derrubado.

## Galeria

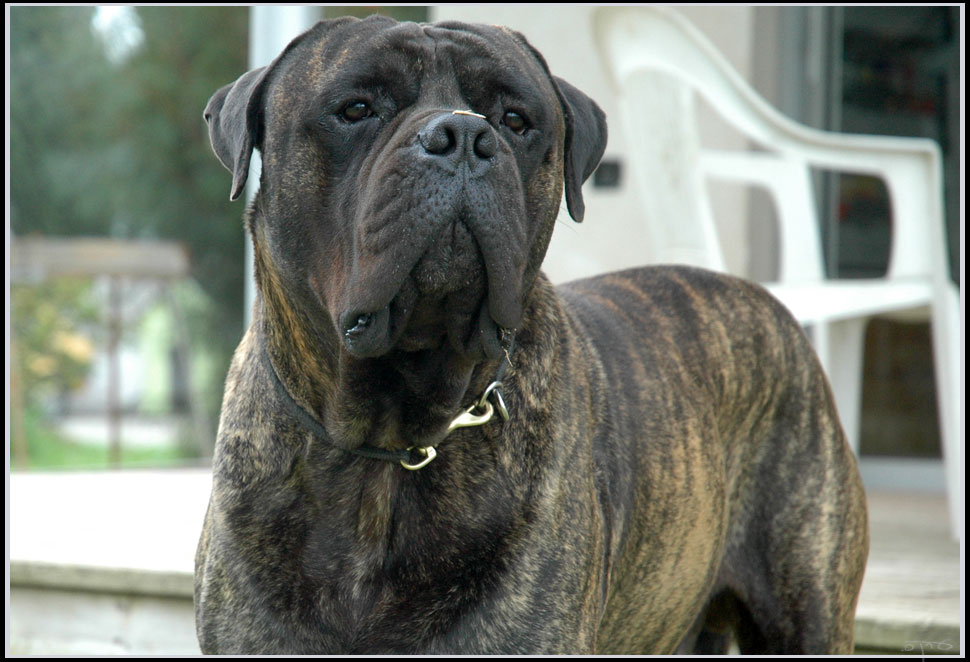
Bullmastiff tigrado
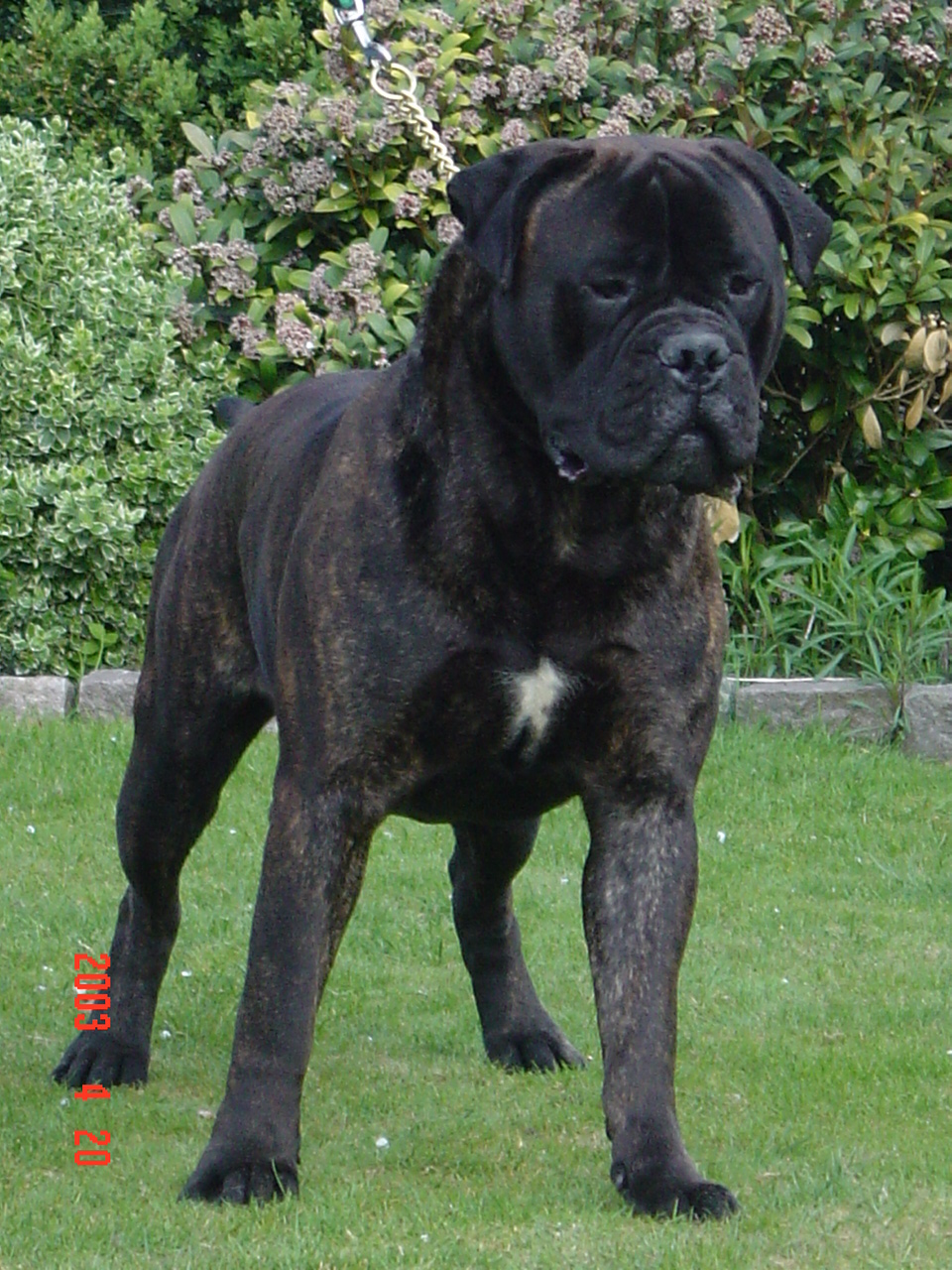
Bullmastiff tigrado
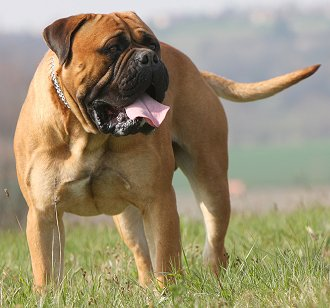
Bulmastife fulvo
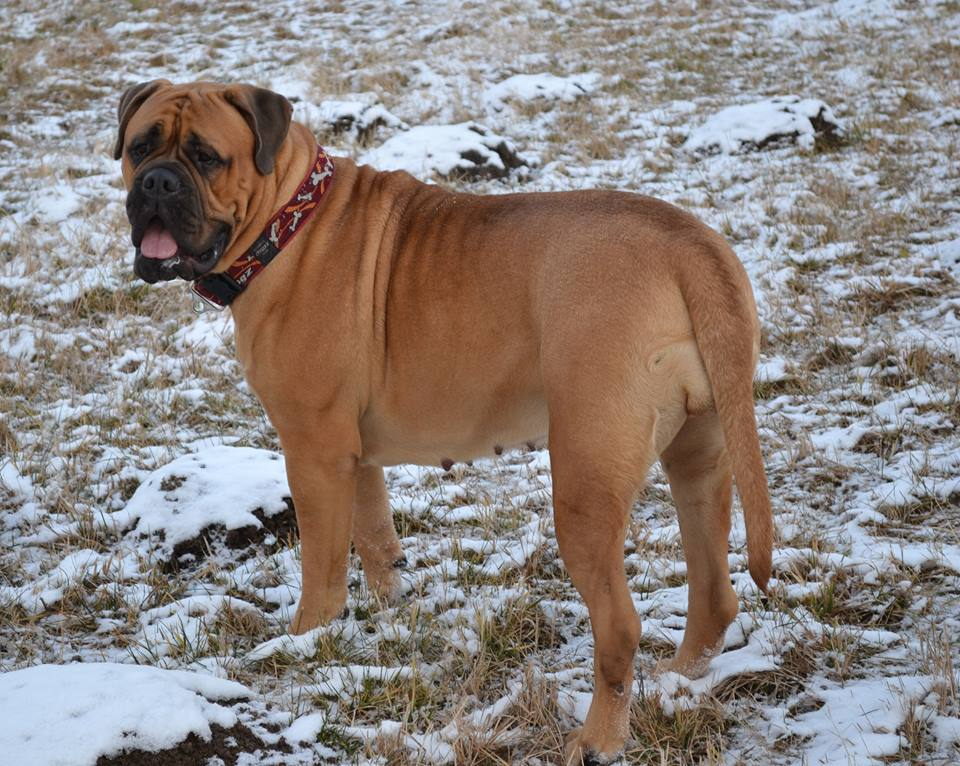
Bullmastiff fulvo